# 870-ті
Раннє Середньовіччя •  Епоха вікінгів •  Золота доба ісламу •  Реконкіста

## Геополітична ситуація
У Візантії правили Михаїл III і Василій I Македонянин. Франкські королі з династії Каролінгів поступово втрачали реальну владу через зростання впливу великих феодалів. Апеннінський півострів був розділений між численними державами: Італійським королівством франків, Папською областю, Візантією, незалежними герцогствами й землями, захопленими сарацинами. Більшу частину Піренейського півострова займав Кордовський емірат, на північному заході лежало християнське королівство Астурія, Іспанська марка була буферною зоною між Західним Франкським королівством та Аль-Андалусом. Усе десятиліття тривали морські походи вікінгів на Західну Європу. Англія була розділена між данським Данелагом та королівством Вессекс. Існували слов'янські держави Перше Болгарське царство, Велика Моравія, здобула незалежність Приморська Хорватія.
Аббасидський халіфат вступив у період занепаду й розпаду, окремі емірати в Єгипті, Табаристані, Середній Азії, Афганістані стали фактично незалежними. Наближалося до кінця правління династії Тан у Китаї. Значними державами на території Індії були Пала, Пратіхара, Чола. В Японії тривав період Хей'ан. У степах між Азовським морем та Аралом існував Хазарський каганат. Єнісейські киргизи домінували на степових просторах на кордонах Китаю.
На території лісостепової України у IX столітті літописці згадують слов'янські племена білих хорватів, бужан, волинян, деревлян, дулібів, полян, сіверян, тиверців, уличів. У Північному Причорномор'ї співіснують різні кочові племена, зокрема хозари, алани, тюрки, угри, кримські готи. Херсонес Таврійський належить Візантії. У Києві правили Аскольд і Дір.

## Події
- 870 року під тиском імператора Василя І Четвертий Константинопольський собор відлучив від церкви патріарха Фотія. Софійський помісний собор 879–880 років скасував це рішення.
- 875 року помер Людовик II Німецький. На короткий час імператором Каролінзької імперії став Карл Лисий, але він теж помер 877 року. Після смерті королів Східне Франкське королівство було розділене на три частини між синами Людовика, а в Західному Франкському королівстві почалося спільне правління синів Карла Лисого, однак їхня влада була дуже обмежена могутністю грандів. Гасконь, Памплона, Бретань були фактично незалежними. Бозон В'єннський оголосив себе королем Бургундії і Провансу.
- 874 року Людвіг Німецький визнав незалежність Великоморавії, після чого Велика Моравія перетворилася на королівство.
- Англія була розділена між володіннями Вессексу та Данелагу. Частина Шотландії підпорядкована данам, на іншій існувало королівство Стратклайд. Уельс зберігав незалежність.
- 871 року Людовик II Італійський відбив у сарацинів Барі. Однак, сарацини заволоділи Сицилією і проводжували нападати на італійське узбережжя, зокрема на Рим.
- Аббасидський халіфат переживав не найкращі часи. 877 року мамелюк Ахмед ібн Тулун з Єгипту розбив війська халіфа, а 878 року захопив Сирію. В Табаристані владу захопили зейдити. Якуб ас-Саффар утвердився в Афганістані й повів наступ на халіфат, але 876 року війська халіфа його зупинили. В Іраку тривало повстання зинджів.
- Візантія на початку десятиліття зуміла подолати загрозу від павликіан.
- 874 року Аскольд зробив другий похід до Константинополя. Після смерті Рюрика в Новгороді став правити Олег, регент при малолітньому Ігорі.
- У Китаї розпочалося повстання Хуан Чао.